# Ahura Mazda
Ahura Mazda ( 𐬨𐬀𐬰𐬛𐬁 𐬀𐬵𐬎𐬭𐬀; persisk: اهورا مزدا), også kendt som Oromasdes, Ohrmazd, Ahuramazda, Hoormazd, Hormazd, Hormaz og Hurmuz, er skaberguden i zoroastrisme. Han er den første og hyppigst påkaldte ånd i Yasna. Ordets bogstavelige betydning Ahura er "herre", og det af Mazda er "visdom".